# Louis-Édouard Byasson
Louis-Édouard Byasson, né à Paris le 20 mai 1870 et mort à Coignières le 14 avril 1911), est un officier de marine français. Il est considéré comme le premier « marin du ciel ».

## Biographie

### Famille
Son père, Simon Henri Eugène Byasson (°28 octobre 1840, Cauterets), est pharmacien en chef de l'hôpital du Midi ; sa mère est Marie Alice Bolton (°10 septembre 1940, Londres). Ils se sont mariés le 4 mai 1865 à Paris 6e. Ils ont ensemble quatre enfants, tous nés à Paris :
- Jean Marie Marcel (°27 avril 1866, Paris 7e)
- Marthe Alice (°9 novembre 1867, Paris 7e)
- Louis (°20 mai 1870, Paris 14e)
- André Léonce Jean (°24 mai 1872, Paris 14e)[1].

Devenu veuf, son père se remarie avec Marie Fortquet avec qui il a une fille :
- Marguerite Sophie Henriette (°2 mars 1883), future épouse du médecin major, colonel du 97e de ligne, Georges Florimond Dauthuile[1].

Sa mère meurt le 5 juin 1876 (il a 6 ans) et son père le 20 avril 1883 (il a 12 ans). Louis et son frère André sont élevés à Guéret en Creuse par leur jeune oncle paternel, le docteur Louis Byasson (ancien conseiller général du canton de Guéret) et son épouse Marie-Louise Florand (née à Guéret).

### Carrière
Il entre à l'École navale le 1er octobre 1888. Il est d'abord affecté sur le vaisseau Borda, puis envoyé à l'école d'application sur le croiseur Iphigénie. Le 1er août 1890, il est nommé aspirant de 2e classe.
En 1891, il est affecté au croiseur Hugon et rejoint la division de l'Océan Indien. Le 5 octobre 1891, il devient aspirant de 1re classe. Au 1er janvier 1892 il sert toujours sur le croiseur Hugon. Puis il est muté sur l'aviso-transport Eure à la division de l'océan Indien, sous le commandant Zéphirin Juhel ; et ensuite au port de Rochefort et sur le croiseur Forfait.
Promu enseigne de vaisseau le 5 mars 1894, il est en 1895 sur le Forfait en escadre d'Extrême-Orient sous le commandant Louis Delort, puis à terre à Rochefort en 1897-1898. Au 1er janvier 1899, il sert sur le Formidable en escadre du Nord, sous les commandants Pascal Houette puis Marie De Fauque de Jonquières ; puis au 1er janvier 1901 sur le Lavoisier en Méditerranée, sous le commandant Raoul De Beausacq. (Une source le place sur le Latouche-Tréville).
Il est nommé lieutenant de vaisseau le 1er novembre 1901. Le 24 octobre 1902, il devient capitaine de compagnie au 4e dépôt de équipages de la flotte à Rochefort, où il est encore au 1er janvier 1904. Le 20 novembre 1905, il passe second sur le contre-torpilleur Lévrier (2e flottille de torpilleurs de Méditerranée), sous le commandant Gustave Collas.
Le 1er janvier 1908 le voit sur le cuirassé Justice, en essais à Toulon sous le commandant Joseph Mallet. Il est promu officier de manœuvre.
Au 1er janvier 1909, il passe avec ce même navire dans l'escadre de Méditerranée sous le commandant Auguste Lefèvre.
En 1906, il est envoyé à la division navale de Corse où il commande un groupe de torpilleurs et s'y fait remarquer comme manœuvrier de qualité.
Passionné d'aviation, il est affecté à l'École pratique de pilotage de l'armée à Vincennes le 1er janvier 1910, et devient en août 1910 le premier officier de marine à obtenir le brevet de pilote (no 175).
Le mois suivant, il gagne un prix au meeting de Bordeaux, est un des premiers à survoler Paris et réussit l'exploit de rallier Vincennes à Mourmelon par un temps terrible.
On lui doit, par ailleurs, une étude très documentée sur la navigation aérienne au compas.
Alors qu'il se préparait à prendre le commandement de la première base aéronautique de la marine à Toulon, il se tue par accident lors d'un vol d'entrainement à Coignières.

## Récompenses et distinctions
- Chevalier de la Légion d'honneur le 31 décembre 1908[4].